# Peretjyn
Peretjyn (ukrainsk: Перечин; ungarsk: Perecseny}; rusinsk: Перечин) er en by i Zakarpatska oblast, Ukraine. Den var det administrative centrum for det tidligere Peretjyn rajon (distrikt). Den er nu en del af Uzjhorod rajon. Byen har 6.477 (2022) indbyggere.
Byen Peretjyn ligger i Karpaterne omkring tyve kilometer nord for Uzjhorod. Den er et handelscenter fort de omkringliggende landsbyer og om sommeren kommer turisterne af den smukke bjergvej på vej nordpå til Lviv. Der er mange forskellige nationaliteter, der lever i harmoni med hinanden, herunder ukrainere, russere, hviderussere, slovakker og ungarere.
På hovedtorvet står en statue, der er bygget til ære for Fedor Feketa, som hver uge rejste 30 kilometer til fods for at bære post til landsbyer i hele regionen. Legenden fortæller, at han begyndte sin rute, mens han ventede på et brev fra sine forældre.

## Gallery
- Fedor Feketa monument
- Sankt Augustin, katolsk kirke
- Synagogen i Peretjyn
- Synagogen iPeretjyn i dag